# خلیج کوک

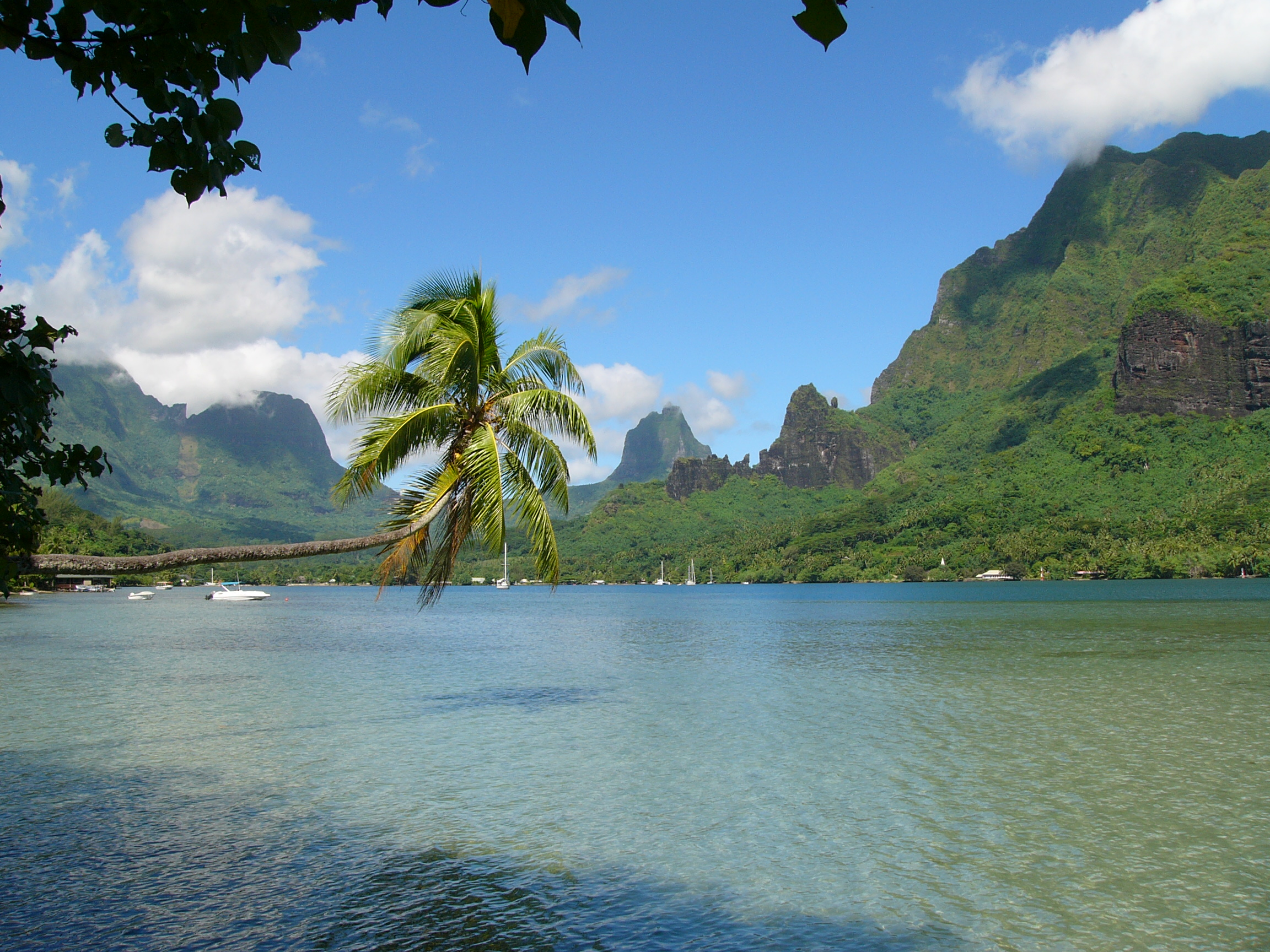
خلیج کوک

خلیج کوک (به فرانسوی: Baie de Cook) در شمال جزیره موئورئا در پُلی‌نِزی فرانسه واقع شده‌است. خلیج کوک به افتخار جیمز کوک، دریانورد و کاشف بریتانیایی نام‌گذاری شده‌است.
خلیج کوک و خلیج آپانوهو، دو خلیج واقع در جزیره موئورئا هستند.